# حافة المحيط الهادي

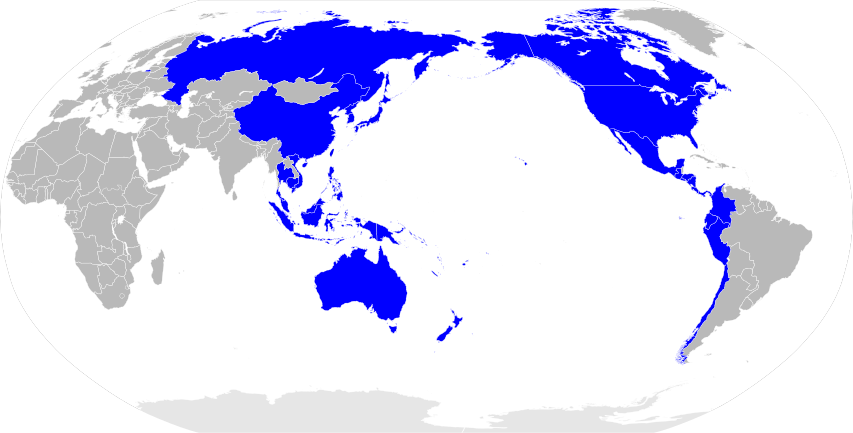
الدول المطلة على المحيط الهادئ

حافة المحيط الهادي هي مجموعة الأراضي الواقعة حول في المحيط الهادئ، بما في ذلك جزر المحيط.

## قائمة البلدان المطلة على المحيط الهادئ
قائمة بالبلدان التي تعتبر عموما جزء من حافة المحيط الهادئ، لأنها تقع على طول المحيط الهادئ.
| - شرق آسيا - روسيا - اليابان - كوريا الشمالية - كوريا الجنوبية - الصين - هونغ كونغ - ماكاو - تايوان - جنوب شرق آسيا - فيتنام - كمبوديا - تايلاند - ماليزيا - سنغافورة - بروناي - إندونيسيا - الفلبين - تيمور الشرقية | - دول ذات سيادة - أستراليا - بالاو - ولايات ميكرونيسيا المتحدة - بابوا غينيا الجديدة - جزر سليمان - ناورو - جزر مارشال - فانواتو - نيوزيلندا - توفالو - فيجي - كيريباتي - تونغا - ساموا - نييوي - جزر كوك | - (ملحقات (سياسة)) - أستراليا ولايات وأقاليم أستراليا - جزيرة نورفولك - نيوزيلندا عالم نيوزيلندا - توكيلاو - فرنسا مقاطعات وأقاليم ما وراء البحار الفرنسية - كاليدونيا الجديدة - واليس وفوتونا - بولينزيا الفرنسية - أقاليم ما وراء البحار البريطانية - جزر بيتكيرن - منطقة معزولة ‏ - جزر ماريانا الشمالية - غوام - ساموا الأمريكية - الولايات المتحدة - هاواي - تشيلي - جزيرة القيامة | - أمريكا الشمالية - كندا - الولايات المتحدة الأمريكية - المكسيك - أمريكا الوسطى - غواتيمالا - السلفادور - هندوراس - نيكاراجوا - كوستاريكا - بنما - أمريكا الجنوبية - كولومبيا - الإكوادور - بيرو - تشيلي |

## تجارة
المحيط الهادئ ، المحيط الهادئ ، هو منطقة تشغيل رئيسية لسفن الشحن بين دول العالم. هذا هو السبب في أن حافة المحيط الهادئ هي موطن ل 29 من أكثر 50 ميناء حاويات ازدحاما في العالم. هذه المنافذ مذكورة أدناه.
| - كوريا الجنوبية - بوسان (5 المركز) - اليابان - يوكوهاما (36 المركز) - طوكيو (25 المركز) - ناجويا (47 المركز) - كوبه (49 المركز) - تايوان - كاوشيونغ (12 المركز) - هونغ كونغ - هونغ كونغ (3 المركز) | - الصين - شانغهاي (1 المركز) - شنتشن (4 المركز) - نينغبو (6 المركز) - قوانغتشو (7 المركز) - تشينغداو (8 المركز) - تيانجين (10 المركز) - شيامن (19 المركز) - داليان (21 المركز) - ليانيونقانغ (30 المركز) - ينغكو (34 المركز) | - الفلبين - مانيلا (37 المركز) - فيتنام - سايغون (28 المركز) - تايلاند - لايم شابانغ (22 المركز) - ماليزيا - بورت كلانج (13 المركز) - تانجونج بيليباس (16 المركز) - سنغافورة - سنغافورة (2 المركز) | - إندونيسيا - جاكارتا (24 المركز) - سورابايا (38 المركز) - كندا - فانكوفر (50 المركز) - الولايات المتحدة - لوس أنجلوس (17 المركز) - لونج بيتش (18 المركز) - سياتل / تاكوما (48 المركز) - بنما - بالبوا (43 المركز) |